# خوان بسكونيات
خوان بسكونيات (بالإسبانية: Juan Bascuñán)‏ هو عداء مراثوني تشيلي، ولد في 20 يوليو 1892 في فالبارايسو في تشيلي، وتوفي في 1 يونيو 1969 في يافانك في الولايات المتحدة.

## وصلات خارجية
- خوان بسكونيات على موقع أوليمبيديا (الإنجليزية)